# Leonhard Rauwolf
Leonhard Rauwolf (también, Leonhart Rauwolff) (Augsburgo, Alemania, 21 de junio de 1535 - Waitzen, 15 de septiembre de 1596) fue un médico, botánico y explorador alemán. Su notabilidad principal surge de un viaje que hizo a través del Levante mediterráneo y Mesopotamia en 1573-1575. El motivo del viaje fue buscar suministros de medicamentos a base de hierbas. Poco después de su regreso, publicó un conjunto de nuevas descripciones botánicas con un herbario. Más tarde publicó un libro de viajes en general sobre su visita.[cita requerida]

## Primeros años
El joven Rauwolff estudió inicialmente en la Universidad de Wittenberg y luego estudió botánica y medicina en dos universidades en el sur de Francia, la Universidad de Montpellier y la Universidad de Valence. Fue alumno de Guillaume Rondelet en Montpellier en 1560. En 1564 él tuvo la ventaja de visitar el famoso botánico Carolus Clusius (que una vez había sido un estudiante de Rondelet también). En 1565 fundó una práctica médica en su ciudad natal, Augsburgo, en Baviera. En ese año se casó.

## Viaje a través de Levante y Mesopotamia
El viaje de Rauwolff en el Cercano Oriente fue posible gracias a su cuñado Melchior Manlich, que esperaba que Rauwolff volvería con nuevas plantas y medicamentos que podrían ser objeto de comercio rentable por su firma. La firma Manlich ya tenía relaciones comerciales con los exportadores en Trípoli en el Líbano. Rauwolff comenzó su viaje yendo de Augsburgo a Marsella en el sur de Francia, donde se embarcó en 1573 para Trípoli en el Líbano. Desde Trípoli fue a Alepo, donde permaneció durante muchos meses. En 1574, pasó de Alepo a Bagdad y Mosul. En 1575, regresó a Alepo y a Trípoli y luego a Jerusalén. Estaba de nuevo en Augsburgo en 1576. Rauwolff fue el primer botánico europeo de la era post-medieval que viajaba a Siria y Mesopotamia. Muy poco después de su regreso, publicó los resultados de sus expediciones botánicas en su cuarto herbario, "Viertes Kreutterbuech - darein vil schoene und frembde Kreutter".[cita requerida]
Además de las investigaciones botánicas, Rauwolff observó y registró sus impresiones de la gente, las costumbres y los lugares de interés de la región levantina. En 1582, publicó estos como un libro en alemán, "Aigentliche Beschreibung der Raiß inn die Morgenländerin". La traducida como Los viajes del Dr. Leonhart Rauwolf en los países del Este (340 páginas) se publicó en 1693, en una colección de relatos de viaje compilada por John Ray. Otra traducción se publicó en holandés. En ella, describe Rauwolff el consumo de café (que era desconocido en Europa en ese momento):

"Una muy buena bebida que llaman Chaube que es casi tan negro como la tinta y muy bueno en la enfermedad, especialmente del estómago. Este era bebido por la mañana temprano en los lugares abiertos por todo el mundo, sin ningún temor o respeto, en piezas de barro o tazas de porcelana, tan caliente como pueden, bebiendo un poco a la vez.".

Como otro ejemplo, aquí está un extracto de la descripción de Rauwolff de Trípoli en el Líbano:

"La ciudad de Trípoli es bastante grande, llena de gente, y de buena posición, debido al gran depósito de mercaderías que se llevan allí a diario, tanto por mar como por tierra. Está situado en un país agradable, cerca del promontorio de la alta montaña Libanus, en una gran llanura hacia la orilla del mar, donde se pueden ver gran cantidad de viñedos, y muy finos jardines, cerrado con setos en su mayor parte, que consiste principalmente de Rhamus, Paliurus, oxyacantha, Phillyrea, Lycium, Balaustium, Rubus, y pequeñas palmeras, que son bajas, por lo que brotan y se extienden por sí mismas. En estos jardines, cuando entramos, encontramos todo tipo de ensaladas e hierbas de cocina, como la escarola, lechuga, brócoli, espárragos, apio, cuyas tapas son muy buenas para ser comidas con sal y pimienta, pero sobre todo ese tipo viene de Chipre, Taragon, por los habitantes llamados Tarchon, coles, coliflores, nabos, zanahorias, especie de hinojo, cebolla, ajo, etcétera, y también fruta, como sandías, melones, calabazas, cítricos, Melongena, sesamum (por los indígenas llamados samsaim, las semillas de lo cual son muy usados para esparcir sobre el pan) y muchos más; pero principalmente la Colocasia, que es muy común allí, y se venden todo el año.... En Trípoli no tienen falta de agua, porque varios ríos fluyen desde las montañas, y fluyen en parte a través de la ciudad, y en parte a través de los jardines, por lo que quedan sin agua ni en los jardines ni en sus casas."[cita requerida]

## Últimos años
En 1588, los líderes de Augsburgo volvieron al catolicismo, y Rauwolf, líder de la oposición protestante, se fue. Sirvió posteriormente como médico de la ciudad de Linz durante ocho años. En 1596, se unió a las tropas imperiales en la lucha contra los turcos en Hungría, donde murió. Falleció en Waitzen, que fue el sitio de una batalla entre los austriacos y los turcos en 1597, pero murió antes.[cita requerida]

## Honores

### Eponimia
El género de la planta Rauvolfia Plum. ex L. (también, Rauwolfia) recibió este nombre en su honor, en el siglo XVIII. El género Alhagi, incluido su nombre árabe, tiene origen en los escritos de botánica de Rauwolff.[cita requerida]
- La abreviatura «Rauwolff» se emplea para indicar a Leonhard Rauwolf como autoridad en la descripción y clasificación científica de los vegetales.[2]